# Mario Osbén
Mario Osbén   (Xiguayante, 14 de juliol de 1950 - Xiguayante, 7 de febrer de 2021) fou un futbolista xilè.

## Selecció de Xile
Va formar part de l'equip xilè a la Copa del Món de 1982.